# La Proie nue
Pour plus de détails, voir Fiche technique et Distribution.
La Proie nue (titre original : The Naked Prey) est un film américano-sud-africain réalisé par Cornel Wilde, sorti en 1965. 
Le film, basé sur les exploits de John Colter, fut nommé à l'Oscar du meilleur scénario original. 

## Synopsis
Le chef d'un safari, quelque part en Afrique, encadre un groupe de chasseurs peu recommandables qui refusent les présents d'usage aux guerriers d'un village de la savane. Ceux-ci se vengent en attaquant les chasseurs, en les faisant prisonniers et en les mettant à mort par des tortures horribles. Au chef du safari ils réservent un sort différent : ils ne lui laissent qu'une longueur d'avance avant de se lancer à sa poursuite. Il devient "la proie nue". À force d'endurance, de ruse, de courage et parce qu'il est aussi impitoyable que ses poursuivants, le héros va en réchapper au milieu d'une nature hostile où les hommes sont aussi cruels que les animaux. Seul moment paisible et rempli d'humanité : la brève rencontre avec une fillette, seule rescapée d'un village attaqué par des trafiquants d'esclaves.

## Fiche technique
- Titre original : The Naked Prey
- Titre français : La Proie nue
- Réalisation : Cornel Wilde
- Scénario : Clint Johnston et Don Peters
- Photographie : H.A.R. Thomson
- Pays d'origine :  États-Unis |  Afrique du Sud
- Genre : Film d'aventure
- Date de sortie : 1965
- Affiche : Boris Grinsson (France)

## Distribution
- Cornel Wilde (VF : Roland Ménard) : L'homme
- Gert van den Bergh (VF : Émile Duard) : L'autre homme
- Bella Randles (VF : Elisabeth Boda) : La petite fille
- Ken Gampu : Chef des guerriers
- Patrick Mynhardt : Surveillant du safari

## Lieu du tournage
Le film fut principalement tourné en Rhodésie du Sud (actuel Zimbabwe).